# Els descamisats
Els descamisats (nom original en anglès: Shirt Tales) és una sèrie televisiva de dibuixos animats produïda per l'estudi d'animació estatunidenca Hanna-Barbera el 1982. La sèrie fou emesa inicialment a la cadena de televisió americana NBC entre 1982 i 1985.
Els dibuixos animats tenen com a protagonistes els personatges creats el 1980 per la dissenyadora Janet Elizabeth Manco, que foren utilitzats per l'empresa Hallmark Card per a il·lustrar targetes de felicitació.
A mitjan anys 1980, TV3 va adquirir els drets de la sèrie i foren emesos en català. Fou una de les primeres sèries de dibuixos animats en ser emeses en català, juntament amb altres sèries com Pac-Man o l'osset Faluc. Posteriorment, el 1994, la sèrie seria emesa en català mitjançant el sistema Dual a Tele 5.

## Targetes de felicitació
El 1980 Hallmark Cards va comercialitzar una sèrie de targetes de felicitació amb personatges antropomòrfics vestits amb samarretes que contenien un missatge. Les targetes vas assolir un gran èxit a l'època, convertint-se en un dels best-sellers de la marca. Aquest fet va motivar converses entre Hallmark Cards i l'estudi d'animació Hanna-Barbera per tal d'adaptar Shirt Tales a la televisió. La sèrie es va estrenar a la cadena NBC el 18 de setembre de 1982. Les targetes van començar a perdre progressivament la popularitat quan el 1985 la sèrie de televisió es va deixar d'emetre.

## Sèrie de dibuixos animats
La sèrie animada de dibuixos és protagonitzada per Tyg Tiger (vestit de color taronja), Pammy Panda (de color rosa), Digger Mole (blau cel), Rick Raccoon (vermell) i Borgey Orangutan (verd). El grup viu a Oak Tree Park (traducció literal en català: el parc del roure) i tots ells van vestits amb samarretes amb missatges que reflecteixen els seus pensaments. Es passen la gran part del temps molestant al senyor Dinke, que custodia el parc, i combatent el crim dins i fora de la seva ciutat natal, Mid City. Com a mitjà de transport utilitzen un vehicle anomenat STSST (Shirt Tale's SuperSonic Transport, traducció en català: Transport Supersònic dels Descamisats), el qual pot operar com a cotxe, barca, submarí i altres formes de transport.
Malgrat que el cos de policia té constància de l'activitat benefactora dels Descamisats contra el crim, semblen no adonar-se que es tracta d'un grup d’animals que parlen. Fins i tot el senyor Dinke desconeix la seva verdadera identitat i els Descamisats s'han d'empescar més d'una història per tal de guardar el seu secret.
Cada episodi estava dividit en dues parts d'onze minuts de durada. A causa del gran èxit dels 13 episodis que formaven la primera temporada, la sèrie fou continuada amb una segona part, de 10 episodis.
Alguns canvis pel que fa a la segona temporada és que el personatge Kip Kangaroo (vestit de groc) s'incorpora al grup. A més, Rick, que semblava el líder natural del grup, deixa aquest rol i el passa a assumir el tigre Tyg. Diversos capítols de la segona temporada ometen a Rick o bé li assignen un rol secundari. També, la segona temporada va incorporar l'aparició de certs elements de superheroi a la dinàmica del grup, sobretot quan les camisetes canvien a color vermell quan el grup crida "shirt tale time" (traducció literal en català: l'hora dels descamisats).

## Personatges
| Nom             | Animal      |
| --------------- | ----------- |
| Digger Mole     | Talp        |
| Pammy Panda     | Os panda    |
| Tyg Tiger       | Tigre       |
| Rick Raccoon    | Os rentador |
| Bogey Orangutan | Orangutan   |
| Kip Kangaroo    | Cangur      |

## Episodis (títol original en anglès)

### Temporada 1
1. The Case of the Golden Armor/Crumpling's Circus Caper
2. Shirt Napped/Game Masters
3. Elephant on the Loose/The Big Foot Incident
4. Horsin' Around/The Humbolt Ghost
5. Mission Mutt/Vacation for Dinkel
6. Digger Runs Away/Wingman
7. Figby the Spoiled Cat/The Commissioner is Missing
8. The Terrible Termites/Raiders of the Lost Shark
9. Moving Time/Back to Nature
10. Save the Park/Pam-Dora's Box
11. Hapless Hound/The Nearsighted Bear
12. The Magical Musical Caper/The Very Buried Treasure
13. Dinkel's Ark/The Duke of Dinkel

### Temporada 2
1. Bogey Goes Ape/Digger's Three Wishes
2. The Rain, the Park and the Robot/Digger's Double
3. Kip's Dragon/Taj Mahal Tyg
4. Double Exposure/The Outer Space Connection
5. Brass Bogey/The Forbidden Island
6. T.J.'s Visit/Pleasure Valley
7. Saturday Night Shirt Tales/Kip's Toy Caper
8. Dinkel's Buddy/The Big Set-up
9. The Ghost Out West/Dinkel's Gift
10. Mayhem on the Orient Express/The Cuckoo Count Caper